# Liste der Länderspiele der norwegischen Männer-Feldhandballnationalmannschaft
Diese Liste enthält Feldhandballspiele der norwegischen Feldhandballnationalmannschaft der Männer, die vom Norges Håndballforbund (NHF) als offizielle Länderspiele anerkannt sind.

## Legende
Dieser Abschnitt dient als Legende für die nachfolgenden Tabellen.
- A = Auswärtsspiel
- H = Heimspiel
- * = Spiel an neutralem Ort
- WM = Weltmeisterschaft
- rote Hintergrundfarbe = Niederlage der norwegischen Mannschaft
- gelbe Hintergrundfarbe = Unentschieden

## Liste der Spiele
| Nr. | Datum         | Ergebnis         | Gegner         |   | Austragungsort        | Anlass                | Zuschauer | Schiedsrichter | Bemerkungen                              |
| --- | ------------- | ---------------- | -------------- | - | --------------------- | --------------------- | --------- | -------------- | ---------------------------------------- |
| 1   | 1. Sep. 1951  | 10:21            | Schweden       | H | Sarpsborg             |                       |           | Ahm            | 1. Länderspiel                           |
| 2   | 18. Mai 1952  | 05:12 (3:07)     | Niederlande    | A | Hengelo               | WM-Ausscheidungsrunde |           | Kühne          | 1. Auswärtsspiel                         |
| 3   | 31. Mai 1953  | 07:18            | Jugoslawien    | H | Oslo, Bislett-Stadion |                       |           | Kling          |                                          |
| 4   | 5. Juli 1954  | 13:14 (8:07) DHF | Dänemark       | H | Haugesund             |                       |           |                |                                          |
| 5   | 19. Juni 1955 | 11:19            | Schweden       | H | Sarpsborg             |                       |           | Jansson        |                                          |
| 6   | 30. Juni 1955 | 05:14            | Portugal       | * | Minden                | WM-Vorrunde           |           | Muzzulini      |                                          |
| 7   | 1. Juli 1955  | 02:22 (1:12)     | BR Deutschland | A | Hannover              | WM-Vorrunde           |           | Schwab         |                                          |
| 8   | 29. Mai 1957  | 10:14            | Schweden       | H | Oslo, Jordal Amfi     |                       |           | Aussen         |                                          |
| 9   | 10. Aug. 1958 | 17:17            | Dänemark       | H | Skien, Odd Stadion    |                       |           | Ahronius       | Einziges Unentschieden und letztes Spiel |

## Liste der Kleinfeld Spiele
| Nr. | Datum               | Ergebnis       | Gegner   |   | Austragungsort        | Anlass | Zuschauer | Schiedsrichter                | erstes Länderspiel | letztes Länderspiel (Sp/T) | Bemerkungen       |
| --- | ------------------- | -------------- | -------- | - | --------------------- | ------ | --------- | ----------------------------- | --- | --- | ----------------- |
| 1   | 17. Juni 1947 19:00 | 8:11 (5:6)     | Finnland | H | Oslo, Bislett-Stadion |        | 4.000     | Gävle, K. G. Smith oder Smitt | - Torgeir Sandboe - Gunnar Haraldsen - Arne Eriksen - Per Bråthen - Knut Johansen - Nils Norman - Kjell Knutzen - Lars Førland - Gunnar Sæthren - Erik Nilsen Reserve - Bjørn Kvaløe - Bjørn Riegel - Erik Krogsæter - Svwein Strømsns | - Erik Nilsen (1/0) - Gunnar Sæthren (1/0) - Kjell Knutzen (1/2) - Knut Johansen (1/1) - Lars Førland (1/1)                                                            | [ 1 ] [ 2 ] [ 3 ] |
| 2   | 19. Juni 1949       | 6:15 (5:6) DHF | Dänemark | H | Hamar                 |        |           |                               | - Erik Krogsæther - Jon Narvestad - Knut Kristoffersen - Rolf Ekeberg - Sverre Marken - Thor Hoff-Olsen | - Erik Krogsæther (1/0) - Knut Kristoffersen (1/1) - Rolf Ekeberg (1/1)                                                                                                |                   |
| 3   | 2. Sep. 1951        | 4:07           | Schweden | H | Oslo, Bislett-Stadion |        |           | Ahm                           | - Bjørn Randby - Finn Hall - Ivar Sandboe - Stein Magnell - Svein Strømsnes | - Finn Hall (1/2) - Gunnar Haraldsen (2/0) - Per Bråthen (3/2) - Stein Magnell (1/0) - Svein Strømsnes (1/0) - Sverre Marken (2/4) - Torgeir Sandboe (2/0)             |                   |
| 4   | 4. Juli 1954        | 9:06 (5:4) DHF | Dänemark | H | Haugesund             |        |           |                               | - Bjørn Hippe - Bjørn Kroll - John Gulliksen - John Tresse - Odd Hjort | - Arne Eriksen (3/3) - Bjørn Hippe (1/1) - Bjørn Kroll (1/1) - Bjørn Randby (3/1) - John Gulliksen (1/1) - Nils Norman (4/3) - Odd Hjort (1/0) - Thor Hoff-Olsen (2/0) |                   |